# Ingeburge Tott
Pour les articles homonymes, voir Tott.
Ingeburge Akesdotter Tott, (née dans les années 1440 au Danemark - morte en décembre 1507 à Hämeenlinna), est une femme d'État suédoise, épouse de Sten Sture le Vieil, vice-roi de Suède.

## Biographie
Ingeborg Tott est la fille de Åke Axelsson Tott membre du Conseil national Danois et de  Märta Bengtsdotter.
En 1467, elle épouse Sten Sture le Vieil ou l'Ancien qui est élu administrateur du royaume après la mort de Karl Knutsson Bonde. En 1497 son époux se retire devant le roi Hans de Danemark avant de reprendre le pouvoir en 1501 et elle meurt au Château du Häme sans lui avoir donné d'enfant en 1507.